# Bring 'Em Down
«Bring 'Em Down»  es el primer sencillo de Weapons, el quinto álbum de estudio de galeses de rock alternativo de la banda Lostprophets lanzado el 23 de marzo de 2012.

## Video musical
El video de "Bring 'Em Down" fue lanzado el 9 de marzo de 2012. El detrás de cámaras fue puesto en libertad el 23 de marzo.
El video muestra a Ian Watkins en lo que se cree que es una situación de rehenes. Las personas que lo tienen como rehén lo golpearon brutalmente abajo continuamente. Mientras esto sucede, el descanso de los miembros de la banda están en una búsqueda de rescate de Watkins. También en secreto envían fuera una bomba de humo como el dispositivo. Alcanzar Watkins, finalmente, la banda llevará en un venganza, ya que la bomba de humo se apaga. El video termina con Lostprophets victoriosos y rescatar con éxito Watkins.

## Listado de canciones
Descarga digital

Todas las letras escritas por Ian Watkins, toda la música compuesta por Lostprophets. 
| Digital Download Single |                                  |          |  |
| N.º                     | Título                           | Duración |  |
| 1.                      | «Bring 'Em Down» (álbum versión) | 4:09     |  |
| 2.                      | «Better Off Dead»                | 3:37     |  |

## Posiciones
| Listas                                  | Posiciones |
| --------------------------------------- | ---------- |
| UK Singles Chart                        | 160        |
| US Billboard Hot Mainstream Rock Tracks | 39         |

## Personal
Lostprophets
- Ian Watkins  - vocalista, dirección de arte
- Jamie Oliver - Piano, Teclado, muestras, coros
- Lee Gaze - guitarra
- Mike Lewis - guitarra rítmica
- Stuart Richardson - guitarra, coproducción, ingeniería adicional
- Luke Johnson - tambores, percusión